# Charlotte Bilbault
Charlotte Bilbault, née le 5 juin 1990 à Saint-Doulchard (Cher), est une footballeuse internationale française évoluant au poste de milieu de terrain.

## Biographie
Charlotte Bilbault est née dans une famille où la pratique du football est habituelle : son père et son frère pratiquent dans le club de Vignoux-sur-Barangeon, ainsi que ses deux cousins. Dès l'âge de 6 ans, elle s'entraîne à l'école de football de l'US Nançay–Neuvy–Vouzeron, avec les garçons de son âge, de 1996 à 2004. Elle s'essaie à l'athlétisme durant une année mais retourne au football aussitôt après. 
En 2003, elle est sélectionnée en équipe du Cher puis en ligue du Centre. Elle termine première de sa catégorie à la finale nationale de Clairefontaine. Ses résultats sportifs lui permettent d'intégrer la section Sports-études du collège de Saint-Doulchard.

## Carrière

### Sélection en club
Elle joue au club de l'Églantine de Vierzon puis au club de Saint-Christophe Châteauroux, avant de commencer sa carrière professionnelle : Centre national de formation et d'entraînement de Clairefontaine en 2006-2007, ASJ Soyaux en 2007-2009, Nord Allier Yzeure en 2009-2010, et enfin Montpellier HSC en 2010-2014 quand l'équipe est sacrée Championne de France. En 2014-2015, elle évolue à Soyaux, en 2015-2017 à Juvisy, en 2017-2019 à Paris.
En 2019 elle est transférée chez les Girondins de Bordeaux. Elle en devient la capitaine. Son salaire est de 3700€ brut/mois.
En 2020, elle subit de légers malaises : pendant un match contre la Macédoine avec l'équipe de France, en sortant après une rencontre entre les Girondins de Bordeaux et l'Olympique Lyonnais. Les examens ne révèlent rien d'anormal.
En 2021, touchée au genou droit à l’entraînement, elle est opérée d’une lésion méniscale.
En 2022, en fin de contrat avec Bordeaux, Bilbault s'engage de nouveau avec le Montpellier HSC.
Son poste de prédilection est celui de milieu de terrain défensif.
En 2024, elle s'engage pour la première saison de la Super ligue du nord, en 2025, et devient une des premières joueuses de l'histoire des Roses de Montréal. Avec les Roses, elle fait preuve de leadership auprès des jeunes joueuses québecoises.

### Sélection en équipe de France
Charlotte Bilbault obtient sa première sélection en équipe de France A en 2015, lors du match amical France-Russie disputé à Châteauroux, match gagné par l'équipe de France 2-1.
Charlotte Bilbault participe à 11 matchs avec l'équipe de France féminine U20, et en particulier à la coupe du monde 2018 où la France réalise un parcours remarquable (0:3 contre les États-Unis, 3:1 contre l'Argentine, 2:0 contre la Chine, puis 3:2 face au Nigéria) avant de perdre de peu en demi-finale (1:2 contre la Corée du Nord). Charlotte Bilbault joue tous les matchs de la coupe du monde.
Elle inscrit son premier but en sélection avec les Bleues le 4 mars 2019, face à l'Uruguay (victoire 6-0). 
En 2019, elle fait partie des 23 sélectionnées pour disputer la coupe du monde 2019.
En 2022, elle participe au Championnat d'Europe 2022 qui se déroule en Angleterre.

## Vie personnelle
Charlotte Bilbault habite dans le Cher à Vignoux-sur-Barangeon. Depuis son engagement avec les Roses de Montréal au printemps 2025, Charlotte Bilbault vit à Laval (Québec) au Canada
Elle est la marraine du C’Chartres Football (Eure-et-Loir), de l'école de football féminine du Club Sportif de Bessay (Allier), de la section sportive féminine de Villers-Saint-Paul (Oise) et de l'association Tom'espoir.